# 11 رمضان
- السبت
- الأحد
- الاثنين
- الثلاثاء
- الأربعاء
- الخميس
- الجمعة

- 11 مارس 2025
- 22 مارس 2025
- 33 مارس 2025
- 44 مارس 2025
- 55 مارس 2025
- 66 مارس 2025
- 77 مارس 2025
- 88 مارس 2025
- 99 مارس 2025
- 1010 مارس 2025
- 1111 مارس 2025
- 1212 مارس 2025
- 1313 مارس 2025
- 1414 مارس 2025
- 1515 مارس 2025
- 1616 مارس 2025
- 1717 مارس 2025
- 1818 مارس 2025
- 1919 مارس 2025
- 2020 مارس 2025
- 2121 مارس 2025
- 2222 مارس 2025
- 2323 مارس 2025
- 2424 مارس 2025
- 2525 مارس 2025
- 2626 مارس 2025
- 2727 مارس 2025
- 2828 مارس 2025
- 2929 مارس 2025
- 130 مارس 2025
- 231 مارس 2025
- 31 أبريل 2025
- 42 أبريل 2025
- 53 أبريل 2025
- 64 أبريل 2025

11 رمضان أو 11 رمضان المُبارك أو يوم 11 \ 9 (اليوم الحادي عشر من الشهر التاسع) هو اليوم السابع والأربعون بعد المائتين (247) من أيَّام السنة (أو الثامن والأربعون بعد المائتين لو كان شهر شعبان مُتممًا لليوم الثلاثين أو التاسع والأربعون بعد المائتين لو أتم كلًا من صفر وربيع الآخر وجمادى الآخرة وشعبان ثلاثين يومًا) وفق التقويم الهجري القمري (العربي). يبقى بعده 107 أو 108 يومًا لانتهاء السنة.

## أحداث
- 3 هـ - الرسول محمد يتزوج بزينب بنت خزيمة الملقبة بأم المساكين.
- 9 هـ - قدوم وفد من ثقيف على الرسول محمد فأسلموا. وكان سيدهم عروة بن مسعود قد جاء قبلًا معلنًا إسلامه، ثم أستأذن الرسول في الرجوع إلى قومه ليدعوهم إلى الإسلام، فلما رجع إليهم ودعاهم إلى الإسلام رموه بالنبل فقتلوه ثم ندموا. ورأوا أنهم لا طاقة لهم بحرب المسلمين فبعثوا وفدهم هذا اليوم معلنين إسلامهم، فقبل منهم الرسول ذلك وبعث معهم أبا سفيان صخر بن حرب والمغيرة بن شعبة لتحطيم أصنامهم.
- 12 هـ - قيصر الروم هرقل يجمع أهل حمص ومن بها من أشراف الروم ومن كان على دينه من العرب يحمسهم ويحرضهم على قتال المسلمين، ذلك بعد أن وجّه إليه خليفة المسلمين أبو بكر الصديق أربعة جيوش بقيادة يزيد بن أبي سفيان وأبي عبيدة بن الجراح وشرحبيل بن حسنة وعمرو بن العاص، ثم رحل هرقل إلى أنطاكية، فأقام بها واتخذها مقرًا له، وأرسل إلى القسطنطينية يطلب سرعة موافاته بالمدد للتصدى للمسلمين.
- 129 هـ - ظهور دعوة بني العباس في خراسان بقيادة أبي مسلم الخراساني.
- 233 هـ - الخليفة العباسي أبو الفضل جعفر المتوكل على الله يصدر قرارًا بتولية ابنه محمد المنتصر شؤون الحجاز واليمن والطائف.
- 252 هـ - وقوع معركة في بغداد بين الجنود وأصحاب محمد بن عبد الله بن طاهر.
- 287 هـ - وصول القائد العباسي العباس بن عمرو الغنوي إلى بغداد بعد أن أطلق سراحه القرامطة ودخل على الخليفة المعتضد في دار الثريا، وذكر له أن الجنابي قائد القرامطة أطلقه ليخبر الخليفة بما رآه لديهم، وأنهم حملوه على الإبل حتى البحر، وصادف مركبًا فركبه وعاد.
- 495 هـ - تأسيس مدينة الحلة على يد سيف الدولة الأمير صدقة بن منصور بن دبيس بن علي بن مزيد الأسدي.
- 655 هـ - هولاكو خان يبعث برسالة إلى الخليفة العباسي المستعصم بالله يدعوه للاستسلام والخضوع والحضور لحضرته وإعلان ذلك.
- 825 هـ - السلطان المملوكي الظاهر ططر يأمر بفتح باب مدرسة السلطان حسن الذي سده الظاهر برقوق وهدم درجه.
- 843 هـ - السلطان المملوكي جقمق يصدر قرارًا بعزل ابن الأشقر عن كتابة السر بحلب وأضيفت تلك المسؤولية لابن السفاح مع نظر الجيش أو إدارة شؤون الجيش، في مقابل أن يدفع ابن السفاح للدولة 6 آلاف دينار.
- 875 هـ - الأمير يشبك الداودار يعتقل قاضي سويقة السباعين بالقاهرة مع أعوانه ويتهمهم بالتزوير في قضية وقف وحرمان امرأة من حقوقها، وقد تراجعوا عن الحكم الذي قرروه في تلك القضية فأمر الأمير يشبك بنفي القاضي وأتباعه فتوسط لهم بعض العلماء فعفا عنهم الأمير بشرط أن يعتزلوا القضاء نهائيًا.
- 922 هـ - السلطان العثماني سليم الأول يدخل دمشق دون مقاومة، تمّ حصار دمشق لمدة اثني عشر يومًا، ثم استسلمت في الحادي عشر من رمضان، فعُيّن لحكمها شهاب الدين أحمد بن يخشى العثماني. ومكث فيها السلطان العثماني سبعة وستين يومًا، حيث قام بزيارة قبر السلطان الكبير صلاح الدين الأيوبي، وأمر ببناء ضريح للمتصوف الكبير محيي الدين بن عربي.
- 986 هـ - انتصار العثمانيين على الصفويين في معركة شماخة في القفقاس، وقد خسر الصفويون في هذه المعركة 15 ألف قتيل.
- 1376 هـ - الحكومة الأردنية برئاسة سليمان النابلسي تقدم استقالتها للملك حسين بسبب تصادم الرؤى بينهم حول السعي للانضمام إلى حلف بغداد.
- 1380 هـ - ولي العهد المغربي مولاي الحسن يتولى عرش المغرب بعد وفاة والدة الملك محمد الخامس، ويتخذ اسم الملك الحسن الثاني.
- 1387 هـ - جمهورية اليمن الديمقراطية الشعبية تصبح عضوًا في جامعة الدول العربية.
- 1410 هـ - المسلمون في ألبانيا يصومون شهر رمضان ابتداء من هذا اليوم بعيدًا عن سيطرة النفوذ الشيوعي دون تدخل الدولة واعتقال الصائمين كما كان يحدث في السابق.
- 1435 هـ -
  - انتخاب هادي البحرة رئيسًا جديدًا للائتلاف الوطني لقوى الثورة والمعارضة السورية.
  - سيطرة الحوثيين على مدينة عمران شمال اليمن بعد اقتحام مقر اللواء 310 مدرع في معركة عمران.
- 1436 هـ -
  - موجة حر في الباكستان تقتل أكثر من 1300 شخص منذ أن ضربت البلاد منذ حوالي نصف شهر.
  - حيدر العبادي يعلن اعتقال عبد الباقي السعدون عضو القيادة القطرية لحزب البعث العربي الاشتراكي المنحل وأحد أبرز المطلوبين للحكومة العراقية.
- 1438 هـ - السعودية والبحرين ومصر والإمارات واليمن وليبيا وجزر المالديف تعلن رسمياً قطع العلاقات الدبلوماسية مع دولة قطر، بعد أن اتهمتها بدعم عدة تنظيمات وأحزاب تصنفها هذه الدول كإرهابية، وبتأييدها لإيران في مواجهة دول الخليج، وبتحريضها بعض المواطنين على حكوماتهم كما في البحرين ومصر.
- 1446 هـ - مقتل أكثر من 21 شخصًا في الهجوم والحصار الذي نفذته حركة الشباب على فندق في مدينة بلد وين بمحافظة هيران في الصومال.

## مواليد
- 1348 هـ - رفيق السبيعي، ممثل سوري.
- 1354 هـ - هشام جعيط، كاتب ومؤرخ ومفكر تونسي.
- 1396 هـ - مشاري العفاسي، قارئ للقرآن ومنشد إسلامي كويتي.
- 1399 هـ - إياس أبو غزالة، ممثل سوري.
- 1404 هـ - مسعود شجاعي، لاعب كرة قدم إيراني.
- 1409 هـ - شوق، ممثلة كويتية.
- 1413 هـ - أريج العطار، ممثلة كويتية.

## وفيات
- 95 هـ - سعيد بن جبير، إمام حافظ تابعي حبشي الأصل.
- 624 هـ - جنكيز خان، مؤسس الإمبراطورية المغولية وأول خاقاناتها.
- 764 هـ - ابن شاكر الكتبي، مؤرخ وكاتب مسلم.
- 842 هـ - شمس الدين البساطي، قاضي قضاة مسلم.
- 1346 هـ - محمد جعفر شبر، عالم مسلم إيراني - عراقي.
- 1380 هـ - محمد الخامس، ملك المغرب.
- 1435 هـ - حميد القشيبي، قائد عسكري يمني.
- 1441 هـ - محمد عبد الحميد حلمي، قائد أسبق للقوات الجوية المصرية.
- 1442 هـ - مروان عادل حمزة، شاعر عراقي.

## وصلات خارجية
- صحيفة اليوم: حدث في مثل هذا اليوم.
- موقع قصة الإسلام: حدث في شهر رمضان.